# Great Notley
Great Notley – wieś w Anglii, w hrabstwie Essex, w dystrykcie Braintree. Leży 15 km na północ od miasta Chelmsford i 61 km na północny wschód od Londynu. Miejscowość liczy 5500 mieszkańców.